# Castlestorm
Castlestorm – komputerowa gra strategiczna wyprodukowana i wydana przez węgierskie studio Zen Studios. Gra została wydana 29 maja 2013 na platformę Xbox 360, a w późniejszym okresie PC, PlayStation 3, PlayStation Vita, Wii U. Gra w wersji Definitive Edition została wydana w 2014 roku na PlayStation 4 i Xbox One. W 2017 roku na PlayStation 4 została wydana wersja Virtual Reality.

## Ścieżka dźwiękowa
Ścieżka dźwiękowa pod tytułem Castlestorm Original Soundtrack została wykonana przez Norwega o pseudonimie Waterflame, a została ona wydana tego samego dnia co sama gra.
| Nr  | Tytuł                                    | Długość |
| --- | ---------------------------------------- | ------- |
| 1.  | „CastleStorm Menu”                       | 1:02    |
| 2.  | „Storming Castles”                       | 2:58    |
| 3.  | „Glorious Morning (CastleStorm Edition)” | 2:21    |
| 4.  | „Donkey Island”                          | 2:53    |
| 5.  | „Green Fields”                           | 2:57    |
| 6.  | „You Cannot Pass”                        | 1:55    |
| 7.  | „CastleStorm Theme”                      | 2:55    |
| 8.  | „Long, Long Ago”                         | 2:59    |
| 9.  | „Happy War”                              | 2:59    |
| 10. | „Mountain Battle”                        | 2:58    |
| 11. | „Welcome to Vikingland”                  | 3:02    |
| 12. | „Under Siege”                            | 0:58    |
| 13. | „Meet the Chief”                         | 2:03    |
| 14. | „Red Gem Redemption”                     | 1:57    |
| 15. | „Protector of the Realm”                 | 1:03    |
| 16. | „Troll Village”                          | 3:22    |
| 17. | „Giant Golem”                            | 2:03    |